# 茚达特罗
茚达特罗（INN：indacaterol）是诺华公司开发的超长效β-肾上腺素受体激动剂。与相关药物福莫特罗和沙美特罗不同，它每天只需服用一次。该药物仅被许可用于治疗慢性阻塞性肺病（迄今为止缺乏哮喘患者的长期数据）。它可通过干粉吸入器以气雾剂形式输送。

## 医疗用途
考科蓝合作组织的一项综述发现，茚达特罗在改善慢性阻塞性肺病患者的肺功能方面效果至少与每日两次长效β2受体激动剂相当。

## 历史
它于2009年11月30日获得欧洲药品管理局批准，商品名为Onbrez Breezhaler。它也于2011年7月1日获得美国食品和药物管理局批准，商品名为Arcapta Neohaler。2016年，诺华将Arcapta Neohaler的美国商业权授权给Sunovion制药。